# 1970 في إيطاليا
فيما يلي قوائم الأحداث التي وقعت خلال عام 1970 في إيطاليا.

## سياسة

### تعيين في المنصب
- 1 يناير – يوحنا بولس الأول Patriarchate of Venice [الإنجليزية]‏.

### انتهاء فترة المنصب
- 6 أغسطس – ماريانو رومور رئيس وزراء إيطاليا.

## أفلام
من الأفلام التي صدرت هذه السنة في إيطاليا:
- 1 يناير – الملتزم من إخراج برناردو برتولوتشي.
- 1 يناير – حديقة آل فينزي كونتيني من إخراج فيتوريو دي سيكا.
- 9 فبراير – تحقيق مع مواطن فوق مستوى الشبهات من إخراج إليو بيتري.

## مواليد

### يناير
- 5 يناير – أليسيو سيكو
- 13 يناير – ماركو بانتاني درّاج طريق إيطالي.
- 23 يناير – أليكس جادينو موسيقي إيطالي.
- 23 يناير – مورينو توريشيللي لاعب ومدرب كرة قدم إيطالي.
- 30 يناير – ماركو ميليسي درّاج طريق إيطالي.

### فبراير
- 14 فبراير – جوزيبي جويريني درّاج طريق إيطالي.
- 16 فبراير – أنجلو بيروتزي لاعب كرة قدم إيطالي.

### مارس
- 6 مارس – سيمونا فينسي كاتبة إيطالية.
- 15 مارس – دييغو نارجيسو لاعب كرة مضرب إيطالي.
- 26 مارس – ألبرتو دافيد

### مايو
- 17 مايو – جوفانا تريليني مبارزة بالسيف إيطالية.
- 17 مايو – رينزو فورلان لاعب كرة مضرب إيطالي.
- 24 مايو – كريستيانو كاراتي لاعب كرة مضرب إيطالي.
- 27 مايو – ميشيل بارتولي درّاج طريق إيطالي.

### يونيو
- 4 يونيو – ديبورا كومبانيوني متزحلقة جبال الألب إيطالية.
- 4 يونيو – ريكاردو سيلفا رجل أعمال إيطالي.
- 22 يونيو – أليسيو غوارينو فيزيائي إيطالي.
- 30 يونيو – أنطونيو تشيمينتي لاعب كرة قدم إيطالي.
- 30 يونيو – باولو موريتي

### أغسطس
- 11 أغسطس – جانلوكا بيسوتو لاعب كرة قدم إيطالي.
- 21 أغسطس – باولو فيدوز ملاكم إيطالي.
- 22 أغسطس – جانلوكا رامازوتي ممثل إيطالي.

### سبتمبر
- 11 سبتمبر – فابيو غالو لاعب كرة قدم إيطالي.
- 11 سبتمبر – فاني كاديو
- 14 سبتمبر – فرانشيسكو كاساجراندي درّاج طريق إيطالي.

### أكتوبر
- 27 أكتوبر – ماركو نيجري لاعب كرة قدم إيطالي.

### ديسمبر
- 15 ديسمبر – فرانكي ديتوري
- 29 ديسمبر – إنريكو كييزا لاعب كرة قدم إيطالي.

## وفيات

### فبراير
- 3 فبراير – إيتالو غاريبولدي (مواليد 1879)

### أكتوبر
- 15 أكتوبر – ليوناردا جنجولي (مواليد 1894) قاتلة متسلسلة إيطالية.
- 19 أكتوبر – أدولفو ليوني (مواليد 1917) درّاج طريق إيطالي.

### ديسمبر
- 6 ديسمبر – لياندرو فاجين (مواليد 1933)
- 7 ديسمبر – رومين بروكس (مواليد 1874)
- 11 ديسمبر – بارتولوميو ايمو (مواليد 1889) درّاج طريق إيطالي.